# Juliusz Bolek
Juliusz Bolek (ur. 27 maja 1966) – polski dziennikarz, publicysta, specjalista komunikacji społecznej.

## Życiorys
Absolwent Wydziału Dziennikarstwa i Nauk Politycznych Uniwersytetu Warszawskiego (1992) i Studiów Podyplomowych Systemu Finansowego i Polityki Monetarnej w Instytucie Nauk Ekonomicznych Polskiej Akademii Nauk (2011). Zdał też przed Komisją Państwową egzamin dla kandydatów dla członków rad nadzorczych przeprowadzony przez Ministerstwo Skarbu Państwa (2002). Był dyrektorem Ośrodka Badań Społecznych, zajmował się socjologią młodzieży. Później pracował jako dziennikarz, m.in. w Telewizji Polskiej (m.in. programy: Dzień Dobry, Jak Wam się podoba?, Co? Gdzie? Kiedy?, Kawa czy herbata?, Teleexpress), Radiu Bis, Home & Market i Gentlemanie. W latach 1995–1997 był zewnętrznym producentem i reżyserem kilkudziesięciu programów telewizyjnych Wokół filmu dla Polsatu. 
Zajmuje się komunikacją społeczną (Public relations), komunikacją biznesową, komunikacją interpersonalną i wizerunkiem osób publicznych. Od 1998 jest konsultantem podmiotów gospodarczych w zakresie marketingu, public relations, promocji, reklamy. Pełni funkcje zarządcze w spółkach prawa handlowego oraz zasiada w organach nadzoru (spółki z ograniczoną odpowiedzialnością oraz spółki akcyjne, w tym notowane na Giełdzie Papierów Wartościowych w Warszawie). Dwukrotnie wyróżniony w rankingu Gazety Finansowej na najlepszych rzeczników prasowych branży finansowej. Posiada certyfikat przyznany przez Polski Instytut Dyrektorów w uznaniu za postawę i działania wyróżniające się najwyższymi standardami Corporate governance i wartościami etycznymi w biznesie. 
Wykładowca Wyższej Szkoły Handlu i Finansów Międzynarodowych im. Fryderyka Skarbka – Master of Business Administration (MBA) (pol. Magisterskie Studia Menedżerskie), Społecznej Akademii Nauk, Wyższej Szkoły Promocji w Warszawie i Instytutu Audytu i Ewaluacji w Warszawie. Jest współautorem programu szkoleniowego e-handlowiec zawód przyszłości dla kobiet (tematy: negocjacje oraz marketing i promocja w e-handlu). Prowadzi wykłady, zajęcia i szkolenia z zakresu: public relations, media relations, nowoczesne formy i narzędzia marketingu, e-marketing, zarządzanie procesami, zarządzanie produktem, zarządzanie marketingowe, merchandising, komunikacja wewnętrzna.
W 2012 roku został Przewodniczącym Rady Dyrektorów Instytutu Biznesu. W 2017 roku został wyróżniony, przez redakcję Gazety Finansowej, nagrodą Finansista Roku 2016.

## Najważniejsze prace naukowe
- Studenci '86 postawy, Warszawa 1986
- Młodzi twórcy '87, Warszawa 1987
- Pozorne motywatory pozapłacowe, w Najnowsze trendy i wyzwania świata w zarządzaniu zasobami ludzkimi cz. II, Zeszyty Naukowe nr 4/2008, Wyższa Szkoła Promocji w Warszawie, Warszawa 2008
- Społeczna odpowiedzialność biznesu w Polsce - Prawda czy mit?, w Problemy i wyzwania public relations w świetle badań i praktyki – Społeczeństwo Informatyka Gospodarka, Wyższa Szkoła Informatyki i Zarządzania w Rzeszowie, Rzeszów 2009
- Planowanie strategiczne w Zarządzanie praca zbiorowa pod redakcją naukową dr. hab. Mirosława Kugiela, Wyższa Szkoła Promocji w Warszawie, Warszawa 2010
- Efektywne wykorzystywanie klasycznych i nowoczesnych narzędzi komunikacji wewnętrznej przez przedsiębiorstwo w Zarządzanie kapitałem intelektualnym w organizacji inteligentnej, praca zbiorowa pod redakcją naukową prof. Wiesława Harasima, Wyższa Szkoła Promocji w Warszawie, Warszawa 2012
- Transformacja polskiej obronności, w miesięcznik „Wnet”, nr 34, Warszawa, kwiecień 2017,

## Książki
- Adwokaci w walce o sprawiedliwość, Polski Instytut Wydawniczy, Warszawa 2004
- Lekarze w walce o zdrowie, Polski Instytut Wydawniczy, Warszawa 2004

## Filmy dokumentalne
- Artyści biznesu: prof. Henryk Skarżyński, Studio Autograf, prod. 2004